# Chocó
Chocó és un departament de Colòmbia. Limita al nord amb la Província de Darién (Panamà).

## Municipis
1. Acandí
2. Alto Baudó
3. Atrato
4. Bagadó
5. Bahía Solano
6. Bajo Baudó
7. Bojayá (Bellavista)
8. Cértegui
9. Condoto
10. El Cantón de San Pablo
11. El Carmen de Atrato
12. El Carmen de Darién
13. Istmina
14. Juradó
15. Litoral de San Juan
16. Lloró
17. Medio Atrato
18. Medio Baudó
19. Medio San Juan
20. Nóvita
21. Nuevo Belén de Bajirá
22. Nuquí
23. Quibdó
24. Río Iró
25. Río Quito
26. Riosucio
27. San José del Palmar
28. Sipí
29. Tadó
30. Unguía
31. Unión Panamericana